# Negros
Negros is een eiland in de Filipijnen in de centraal gelegen eilandengroep Visayas. Het eiland is met een oppervlakte van 13.309,6 km², na Luzon, Mindanao, Palawan en Samar, het vijfde eiland in grootte in de Filipijnen. In 2007 telde het eiland 3.602.173 inwoners.

## Geografie
Het eiland is politiek en cultureel opgedeeld in de twee provincies Negros Occidental in het noordwestelijke deel en Negros Oriental in het zuidoostelijke deel. De grens tussen de twee provincies volgt grofweg de bergketen die over het midden van het eiland loopt en komt bovendien overeen met de grens van het woongebied van de twee etnische groepen op het eiland. In het noordwesten spreken de mensen de taal Ilonggo (ook wel Hiligaynon genoemd) en in het zuidoostelijke deel wonen de mensen die Cebuano spreken.
De Canlaon vulkaan op het noordelijke deel van het eiland is de hoogste berg van het eiland en een van de meest bekende vulkanen van de Filipijnen.
De belangrijkste steden op het eiland zijn Bacolod, de hoofdstad van Negros Occidental en Dumaguete City, de hoofdstad van Negros Oriental. Een autoweg van nogal wisselende kwaliteit, verbindt de twee steden in ca. 4 uur.

## Economie
Het belangrijkste product dat op het eiland geproduceerd wordt is suiker.